# Че (междометие)

Подпись, которую использовал Эрнесто Че Гевара с 1960 до 1967 года, то есть до момента своей смерти. Из-за частого употребления в общении междометия-обращения «че» Эрнесто и получил соответствующее прозвище, под которым стал всемирно известен

Че (Che) (испанский: [tʃe]; порт. tchê [ˈtʃe]; вал. xe [ˈtʃe]; /tʃeɪ/) — междометие, широко используемое в Аргентине, Уругвае, Риу-Гранди-ду-Сул (Бразилия) и в Валенсии (Испания) как обращение, в том числе к незнакомому человеку, может означать «эй!», «парень», «чувак» и т. д.
«Че» обычно используют, чтобы позвать кого-то, привлечь чьё-то внимание (как «чувак», «молодой человек» и т. п. в русском языке), кроме того, «че» — это слово-паразит (наподобие «так», «вот» или «короче» в русском).
Знаменитый революционер из Аргентины Эрнесто Че Гевара получил прозвище «Че», потому что часто пользовался этим выражением, которое воспринималось как иностранное его кубинскими товарищами.

## Этимология
«Че» — междометие, происхождение которого точно не известно. Согласно Словарю Королевской академии испанского языка, оно, возможно, происходит от архаичного междометия «се», используемого в самой Испании, чтобы привлечь чьё-то внимание или заставить кого-то прекратить делать что-то.
Есть также версия, что это аргентинское междометие представляет собой сокращённую просторечную форму от глагола «escuche» («послушайте»), то есть аналог русского «слышь».
Сейчас «че» преимущественно используется в Аргентине, Парагвае, Боливии, Уругвае и в Валенсии в том же значении.
В языках отдельных этнических групп Латинской Америки существует слово «че», которое имеет различные значения:
- в языках тупи-гуарани, на которых говорят определенные этнические группы на территории от Аргентины до Бразилии, «че» означает просто «я» или «мой/моя/моё»[7];
- в языках индейцев арауканов (мапуче) и в чонских языках Южного конуса «че» означает «человек» или «люди» и часто используется в качестве суффикса для этнонимов в этих языках, таких как мапуче, уильиче, теуэльче и пуэльче)[8];
- в языке кимбунду, на котором говорили конголезские рабы, xê означало «эй!» — междометие, используемое для того, чтобы позвать кого-то[9].

## Использование
Первое зафиксированное использование «че» в Латинской Америке появляется в рассказе Эстебана Эспиносы «El matadero» («Скотобойня»), опубликованном уже после смерти автора в 1871 году, но действие в произведении происходит в 1838—1839 годах, в эпоху диктатора Росаса:
Che, negra bruja, salí de aquí antes de que te pegue un tajo—exclamaba el carnicero.

(«— Эй, черная ведьма, я ушел отсюда, прежде чем ударить тебя ножом, — кричал мясник».)

### Фолклендские острова
На Фолклендских островах «че» используют в английском языке местные жители («G’day che, how’s things?»).
Иногда слово используется для описания коренного жителя Фолклендских островов («He’s a proper che»).

### Валенсия
В Испании междометие «че» широко используется в Валенсии, Землях Эбро и в Каталонии (пишется как xe).
Валенсианское «xe» обычно используется для выражения несогласия, удивления или раздражения.
«Че!» — это один из символов валенсианской идентичности, причём настолько значимый, что, например, футбольный клуб «Валенсия» часто называют «Команда Че»; «Ches», по некоторым источникам, «буквально означает "дружбаны, нормальные пацаны, приятели" и выражает панибратское отношение друг к другу».

### Филиппины
На Филиппинских островах, которые были некогда колонией Испании, «че» (там пишется cheh) используется для выражения несогласия с другим человеком или для прерывания чужой речи, то есть переводится буквально «Заткнись!».